# Hiroši Kanazava
Hiroši Kanazava (japonsko 金澤 宏), japonski nogometaš.
Za japonsko reprezentanco je odigral dve uradni tekmi.